# Kanton Hermeskeil
Der Kanton Hermeskeil (franz.: Canton de Hermeskeil) war eine von neun Verwaltungseinheiten, in die sich das Arrondissement Birkenfeld im Saardepartement gliederte. Der Kanton war in den Jahren 1798 bis 1814 Teil der Französischen Republik (1798–1804) und des Napoleonischen Kaiserreichs (1804–1814). Das Verwaltungsgebiet erstreckte sich über Teile der heutigen rheinland-pfälzischen Landkreise Trier-Saarburg und Bernkastel-Wittlich sowie den saarländischen Landkreis St. Wendel.

## Geschichte
Vor der Besetzung des Linken Rheinufers in den französischen Revolutionskriegen (1794) gehörte der 1798 eingerichtete Verwaltungsbezirk des Kantons Hermeskeil überwiegend zum Kurfürstentum Trier, größere Teile gehörten auch den Wild- und Rheingrafen (Mark Thalfang). Kleinere Territorien waren die reichsunmittelbare „Herrschaft Schillingen“ (Trierer Domkapitel) und die „Herrschaft Sötern-Eberswald“ (Freiherrn von Dürckheim); Züsch und die umliegenden Dörfer gehörten zur Hinteren Grafschaft Sponheim.
Von der französischen Direktorialregierung wurde 1798 die Verwaltung des Linken Rheinufers nach französischem Vorbild reorganisiert und damit u. a. eine Einteilung in Kantone übernommen. Die Kantone waren zugleich Friedensgerichtsbezirke. Zunächst war das Saardepartement in drei Arrondissements aufgeteilt, der Kanton Hermeskeil war dabei zunächst dem Arrondissement Trier zugeordnet. Nach einer 1799 erfolgten Neuaufteilung und der Einrichtung des vierten Arrondissements Birkenfeld wurde der Kanton Hermeskeil diesem zugeordnet.
Der Kanton war eingeteilt in fünf Mairies: Farschweiler, Hermeskeil, Kell, Otzenhausen und Thalfang.
Nachdem im Januar 1814 die Alliierten das Linke Rheinufer wieder in Besitz gebracht hatten, wurde im Februar 1814 das Saardepartement und damit auch der Kanton Hermeskeil Teil des provisorischen Generalgouvernements Mittelrhein. Nach dem Pariser Frieden vom Mai 1814 wurde dieses Generalgouvernement im Juni 1814 aufgeteilt, das Gebiet links des Rheins und rechts der Mosel, in dem auch der Kanton Hermeskeil lag, wurde der neu gebildeten Gemeinschaftlichen Landes-Administrations-Kommission zugeordnet, die unter der Verwaltung von Österreich und Bayern stand.
Aufgrund der auf dem Wiener Kongress getroffenen Vereinbarungen kam der Kanton im April 1815 zu Preußen. Unter der preußischen Verwaltung ging der Kanton Hermeskeil in die 1816 neu gebildeten Kreise Bernkastel (Bürgermeisterei Thalfang) und Trier-Land (Bürgermeistereien Farschweiler, Hermeskeil, Kell und Otzenhausen) im Regierungsbezirk Trier auf, der von 1822 an zur Rheinprovinz gehörte.
Bezogen auf den vorherigen französischen Kanton Hermeskeil waren davon ausgenommen die Gemeinden Bosen, Schwarzenbach und Sötern, die nur vorläufig preußisch wurden und im April 1817 zusammen mit knapp 100 weiteren Gemeinden an den Herzog von Oldenburg zur Bildung des neuen Fürstentums Birkenfeld abgetreten wurden.

## Gemeinden und Ortschaften
Nach amtlichen Tabellen aus den Jahren 1798/1799 gehörten zum Kanton Hermeskeil folgende Gemeinden und Ortschaften (in Klammern damalige Schreibweise in den französischsprachigen Tabellen):
Bäsch (Besch), Bierfeld, Börfink (Bierfink), Bosen, Braunshausen, Burtscheid, Damflos (Damfloß), Deuselbach (Deiselbach), Dhronecken (Tronecken), Etgert, Farschweiler (Farsweiler), Geisfeld, Gusenburg (Gusenbourg), Heddert (Hedert), Herl (Herel), Hermeskeil, Hilscheid, Hinzert (Hinsert), Immert, Kell, Lorscheid, Malborn, Mandern, Muhl (Mühl), Neuhütten (Neuenhütten), Niedersötern (Niedersoetern), Nonnweiler, Obersötern (Obersoetern), Otzenhausen, Osburg, Pölert, Rascheid, Reinsfeld (Rheinsfeld), Rorodt (Rorod), Sauscheid, Schillingen, Schmelz (Schmeltz), Schwarzenbach, Thalfang (Talfang), Thomm (Tomm), Waldweiler, Zinsershütten und Züsch.